# 三小叶人字果
三小叶人字果（学名：Dichocarpum trifoliolatum）是毛茛科人字果属的植物。分布于中国大陆的四川等地，生长于海拔800米的地区，一般生长在山地水沟阴处的岩石上，目前尚未由人工引种栽培。

## 别名
羊不吃、三脚蝉（四川筠连）